# Staatliche Bibliothek Passau
Die Staatliche Bibliothek Passau ist eine öffentliche Wissenschaftliche Bibliothek vor allem geisteswissenschaftlicher Prägung in der Trägerschaft des Freistaates Bayern.
Sie ist die Regionalbibliothek des Freistaates Bayern für den Regierungsbezirk Niederbayern.
Seit 1987 hat sie das Pflichtexemplarrecht hierfür.
Die Bibliothek ist im Gebäude des ehemaligen Jesuitenalumnats in der Michaeligasse untergebracht. Daneben nutzt sie weiterhin auch noch die Räumlichkeiten ihres früheren Standorts im ehemaligen Jesuitenkolleg, dem heutigen Gymnasium Leopoldinum.
Weitere Bestände befinden sich in der ehemaligen fürstbischöflichen Hofbibliothek, die heute Teil des Domschatz- und Diözesanmuseums ist.
Zudem verwaltet sie auch noch die Altbestände des Johannes-Turmair-Gymnasiums in Straubing.

## Bestände
Die Staatliche Bibliothek besitzt ca. 320000 Medieneinheiten, dazu 150 Handschriften und 322 Inkunabeln. Sie verwaltet die Altbestände (vor 1850) der staatlichen höheren Schulen in Niederbayern, die Passauer Bischöfliche Bibliothek (ca. 60000 Bände) sowie die Bibliothek des Naturwissenschaftlichen Vereins Passau (ca. 6000 Bände). Im Freihandbereich des Lesesaals sind ca. 16400 Bände aufgestellt. Besondere Sammelgebiete sind die bayerische und österreichische Geschichte, niederbayerische Heimatgeschichte und Literatur, Emblematik, Jesuitica, Bibliophilie, Buch- und Druckgeschichte, sowie Veröffentlichungen zur Buchmalerei.

### Schätze
Die meisten Handschriften und Frühdrucke der Staatlichen Bibliothek Passau kamen im Zuge der Säkularisation aus dem Kloster Formbach (Vornbach) in den Bestand der Bibliothek.
Prunkstück ist hierbei neben dem Formbacher Missale, einem um 1430/50 entstandenen Messbuch, und einem um 1434 im Kloster Seeon entstandenen Psalter die Formbacher Bibel, eine um 1421 entstandene mit Miniaturmalerei geschmückte Vollbibel (ohne Psalter). Unter den Inkunabeln stechen im Bestand das 1474 von Vinzenz von Beauvaisgedruckte Speculum Historiale sowie der zweite Teil der 1477 von Günther Zainer in Augsburg gedruckten Bibelausgabe hervor.

### Wunderkammer
2015 wurde von der staatlichen Bibliothek Passau eine Wunderkammer eingerichtet, in der neben eigenen Exponaten auch Dauerleihgaben des Bayerischen Nationalmuseums, des Museums Fünf Kontinente, der Staatlichen Antikensammlungen und verschiedener Hauptzollämter ausgestellt sind.

## Geschichte
Die Bibliothek als Institution ging auf die Bibliothek des 1612 gegründeten Jesuitenkollegs Passau zurück. Nachdem zunächst die Bestände der Bibliothek während der beiden Stadtbrände 1662 und 1680 fast vollständig vernichtet wurde, konnten die Bestände 1692 durch das Vermächtnis des Passauer Weihbischofs Johannes Maximus Stainer wieder aufgebaut werden. Um 1740 wurden die auch noch heute genutzten Bibliotheksräume im Ostflügel des Jesuitenkollegs im Stil des Rokoko neu gestaltet. Mit Aufhebung des Jesuitenordens wurde deren Bibliothek in die Fürstbischöfliche Akademische Bibliothek umgewandelt.
Im Zug der Säkularisation wurde 1803 die Bibliothek in die Königliche Bibliothek umgewandelt und diente als Aufnahmestelle aufgelösten Bibliotheken der umliegenden geistlichen Bibliotheken. Bedeutende Bestände kamen in dieser Zeit vor allem aus dem Kapuzinerkloster Passau, dem Franziskanerkloster Passau, dem Augustinerchorherrenstift St. Nikola vor Passau, dem Benediktinerkloster Formbach, dem Prämonstratenserstift St. Salvator bei Griesbach und dem Zisterzienserkloster Aldersbach. In dieser Zeit wurde der Bestand auf 24000 Bände gewachsen mehr als verdoppelt.
Als Provinz- und Gymnasiumsbibliothek diente sie ab dieser Zeit dem Gymnasium (einer Nachfolgeeinrichtung des Jesuitenkollegs) und dem neu gegründeten Lyceum, der späteren Philosophisch-Theologischen Hochschule Passau als Bibliothek. Die Aufgabe der Zusammenführung der Bestände und der Erstellung eines Katalogs hatte von 1809 bis 1818 Johann Baptist Durach. Der weitere Ausbau erfolgte 1890/91 durch den Ausbau der Räumlichkeiten und 1920 durch Bezug eines neuen, großen Lesesaals im ehemaligen Jesuitenkolleg.
Seit 1945 trägt sie schließlich den Namen Staatliche Bibliothek Passau. 1972 wurde das Gebäude in der Michaeligasse 11 bezogen, das ursprünglich 1630/39 als Jesuitenaluminat errichtet wurde. Der Innenhof des Gebäudes wurde dabei zum Lesesaal umgestaltet. Die zuvor genutzten Räume im ehemaligen Jesuitenkolleg in unmittelbarer Nachbarschaft werden weiterhin genutzt. Seit 1987 ist sie Pflichtexemplarbibliothek für den Regierungsbezirk Niederbayern.
2018 wurde von den Münchner Architekten Westner Schührer Zöhrer mit Bauingenieur Hans-Ludwig Haushofer über dem Lesesaal ein neues Glasdach eingefügt.